# Субэй-Монгольский автономный уезд
Субэ́й-Монго́льский автоно́мный уе́зд (кит. упр. 肃北蒙古族自治县, пиньинь Sùběi Měnggǔzú zìzhìxiàn) — автономный уезд городского округа Цзюцюань провинции Ганьсу (КНР). Название «Субэй» означает «север Сучжоу».

## География
Уезд состоит из двух не связанных между собой областей.

## История
При империи Хань в 116 году до н. э. эти земли вошли в состав округа Дуньхуан (敦煌郡), здесь были образованы уезды Гуанчжи (广至县), Минъань (冥安县), Лунлэ (龙勒县) и Юаньцюань (渊泉县).
При империи Западная Цзинь на этих землях находились уезды Чанпу (昌蒲县), Иу (伊吾县), Иань (宜安县), Янгуань (阳关县), Синьсян (新乡县) и Хуэйцзи (会稽县). Во времена Восточной Цзинь дуньхуанский тайшоу Ли Гао создал государство Западная Лян, и эти земли вошли в его состав.
При империи Суй эти земли вошли в состав округов Дуньхуан и Сихай (西海郡). При империи Тан в 623 году округ Дуньхуан был преобразован в область Сиша (西沙州), которая в 634 году была разделена на области Шачжоу (沙州) и Гуачжоу (瓜州). Во время мятежа Ань Лушаня тибетцы, воспользовавшись отзывом китайских войск с пограничных территорий, захватили эти земли, но в 849 году они вновь вернулись в состав империи Тан.
В середине XI века эти земли вошли в состав тангутского государство Западное Ся, а в 1221 году были захвачены монголами. После свержения монгольского правления и образования китайской империи Мин на этих землях разместились Шачжоуский караул (沙州卫) и Ханьдунский караул (罕东卫). В 1529 году минские власти отозвали караулы за Великую стену, и эти земли перешли под контроль кочевых народов.
Маньчжурская империя Цин вновь поставила кочевников под контроль центрального правительства, и восстановила караулы за Великой стеной; южная часть территории современного автономного уезда оказалась под контролем Шачжоуского караула (沙州卫), а северная — Аньсиского караула (安西卫), впоследствии преобразованного в Аньсискую непосредственно управляемую область (安西直隶州).
После Синьхайской революции территория современного автономного уезда была в 1912 году разделена между уездами Аньси, Дуньхуан и Юймэнь.
В октябре 1937 года северная часть уездов Аньси и Юймэнь в районе гор Уцзуншань была выделена в специальную структуру — Уцзуншаньское бюро по организации управления (马鬃山设治局), которая в феврале 1938 года была переименована в Субэйское бюро по организации управления (肃北设治局). В июне 1939 года здесь было введено военное управление.
В 1949 году был образован Специальный район Цзюцюань (酒泉专区), и эти земли вошли в его состав. В июле 1950 года на этих землях был создан Субэйский автономный район (уездного уровня) — 肃北自治区（县级）. В октябре 1953 года он был переименован в Субэй-Монгольский автономный район (肃北蒙族自治区). 25 июля 1955 года он был преобразован в Субэй-Монгольский автономный уезд.
В октябре 1955 года Специальный район Цзюцюань и Специальный район Увэй были объединены в Специальный район Чжанъе (张掖专区), но в 1961 году Специальный район Цзюцюань был воссоздан. В 1970 году Специальный район Цзюцюань был переименован в Округ Цзюцюань (酒泉地区).
Постановлением Госсовета КНР от 18 июня 2002 года были расформированы округ Цзюцюань и городской уезд Цзюцюань, и образован городской округ Цзюцюань.

## Административное деление
Автономный уезд делится на 2 посёлка и 2 волости.

## Национальный состав (2000)
| Народ   | Численность | Доля    |
| ------- | ----------- | ------- |
| Китайцы | 8 566       | 65,66 % |
| Монголы | 4 112       | 31,52 % |
| Тибетцы | 209         | 1,60 %  |